# هالوکربن
هالوکربن(به انگلیسی: Halocarbon) یا اورگانوهالید(به انگلیسی: Organohalide) دسته‌ای از ترکیبات آلی هستند که در آن یک یا چند اتم کربن با اتم‌های هالوژن (کلر، فلوئور، ید، برم، به‌طور کلی گروه ۱۷ جدول تناوبی) پیوند کووالانسی برقرار کرده باشند.ترکیبات اورگانوفلوئور، اورگانوکلر، اورگانوبرم و اورگانوید از جمله این دسته از ترکیبات هستند که از بین آن‌ها ترکیبات اورگانوکلر متداول‌تر و کاربردی تر هستند.